# John C. Polanyi
John Charles Polanyi (en húngaro: Polányi János) (Berlín, Alemania, 23 de enero de 1929) es un químico canadiense, de origen húngaro, galardonado con el Premio Nobel de Química del año 1986.

## Biografía
Nació en Berlín, hijo del químico húngaro Michael Polanyi y sobrino del  filósofo Karl Polanyi. En 1933 su familia se trasladó a Inglaterra, donde estudió química en la Universidad de Mánchester y se doctoró en 1952. Aquel mismo año emigró a Canadá, donde trabajó en el National Research Council of Canada de Ottawa, y posteriormente en las universidades de Princeton y Toronto, de donde es profesor de química desde 1956.

## Investigaciones científicas
Tras realizar investigaciones en quimioluminiscencia infrarroja, radiación que emiten las moléculas cuando sus rotaciones y vibraciones internas se ralentizan pasando de estados vibracionales de muy alta frecuencia a otros estados vibracionales de baja frecuencia. El análisis de estas radiaciones suministra información detallada de la distribución de energía en los elementos químicos, y la relación de esta distribución con los detalles de las secuencias de fenómenos que ocurren durante las reacciones.
En 1986 fue galardonado, junto con los químicos estadounidenses Dudley R. Herschbach y Yuan T. Lee, con el Premio Nobel de Química por el desarrollo de la dinámica de procesos químicos elementales.